# Joachim-Ringelnatz-Stiftung

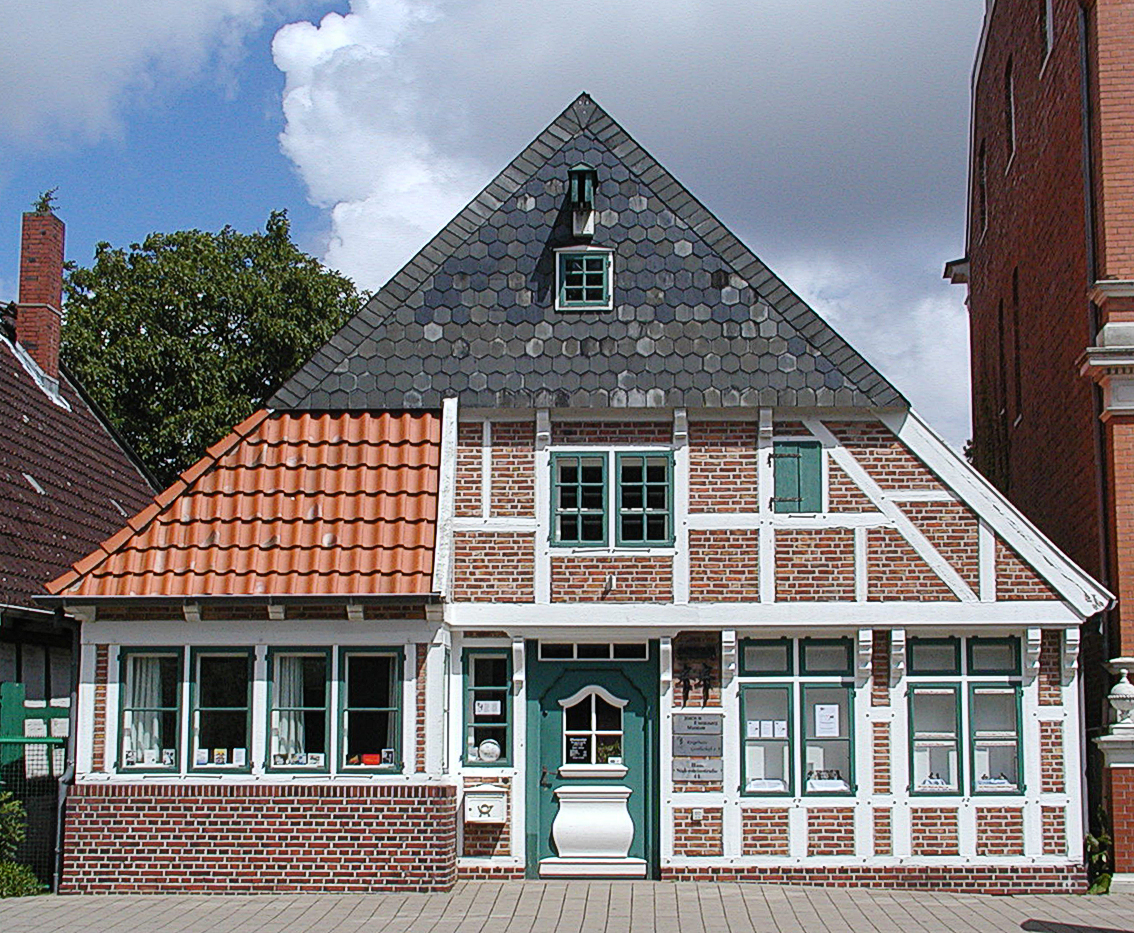
Stiftungssitz; Joachim-Ringelnatz-Museum, Cuxhaven

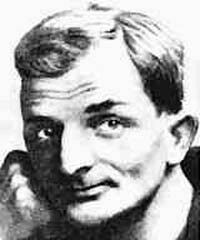
Joachim Ringelnatz

Die Joachim-Ringelnatz-Stiftung ist eine gemeinnützige Stiftung mit Sitz in Cuxhaven.
Die Stiftung wurde im Sommer 2001 gegründet. Ziel der Joachim-Ringelnatz-Stiftung ist die Förderung der Sammlung und Pflege des Künstlernachlasses, um diesen wissenschaftlich zu betreuen und öffentlich zugänglich zu machen. Sie betreibt das Cuxhavener Joachim-Ringelnatz-Museum, das an Joachim Ringelnatz erinnert, der während des Ersten Weltkriegs in der Stadt als Marinesoldat stationiert war.
Die Stiftung erwarb Aquarelle, Ölgemälde und Zeichnungen; ein Teil der Kunstwerke wurde ihr als Dauerleihgaben zur Verfügung gestellt. Außerdem unterhält die Stiftung ein  Archiv und fördert wissenschaftliche und publizistische Arbeiten zum literarischen und bildkünstlerischen Werk von Joachim Ringelnatz. Die Stiftung veranstaltet Vorträge und unterstützt Ausstellungen zu Zeitgenossen Ringelnatz’, wie im Jahre 2008 zu George Grosz. Zu den Veranstaltungen der jüngeren Zeit gehörte auch die Präsentation der Sonderbriefmarke zum 125. Geburtstag von Joachim Ringelnatz durch das Bundesfinanzministerium im August 2008.
Unterstützt wird die Arbeit der Stiftung durch die ebenfalls in Cuxhaven ansässige Ringelnatz-Gesellschaft e. V.